# Groot knarkruid
Groot knarkruid of knarkruid (Polycnemum majus) is een eenjarige plant die behoort tot de Amarantenfamilie. Het areaal van deze soort is beperkt tot Zuid-, Midden- en Oost-Europa en Turkije. De noordwestgrens van het verspreidingsgebied reikt tot aan de Luxemburgse grens en bereikt Nederland dus niet. De soort, die vroeger uitsluitend adventief voorkwam in Nederland, is geheel uit Nederland verdwenen. Het aantal chromosomen is 2n = 54.
Groot knarkruid is een iets behaarde 5–30 cm hoge plant. De liggende tot opgaande stengels met stijve takken zijn vaak roodachtig aangelopen en dragen 6–15 mm lange, stijve bladeren die priemvormig, genaald en driekantig zijn. De groene tot blauwachtig groene bladeren zijn 6–25 mm lang en 0,5–1 mm breed.
Groot knarkruid bloeit vanaf juli tot in oktober. In het oksel van het schutblad zit één roodachtige bloem. De schutbladen eindigen in een lange punt en steken duidelijk boven het 2-2,5 mm lange, vliezige bloemdekbladen uit. De bloem heeft vijf bloemdekbladen.
De eivormige vrucht is een nootje met een diameter van ongeveer 1,2 mm en is langer dan het bloemdek dat de vrucht omhult. Het zwarte zaad heeft een diameter van 1,5–2 mm en een korrelig oppervlak. Het ringvormige embryo omringt het voedingsweefsel.

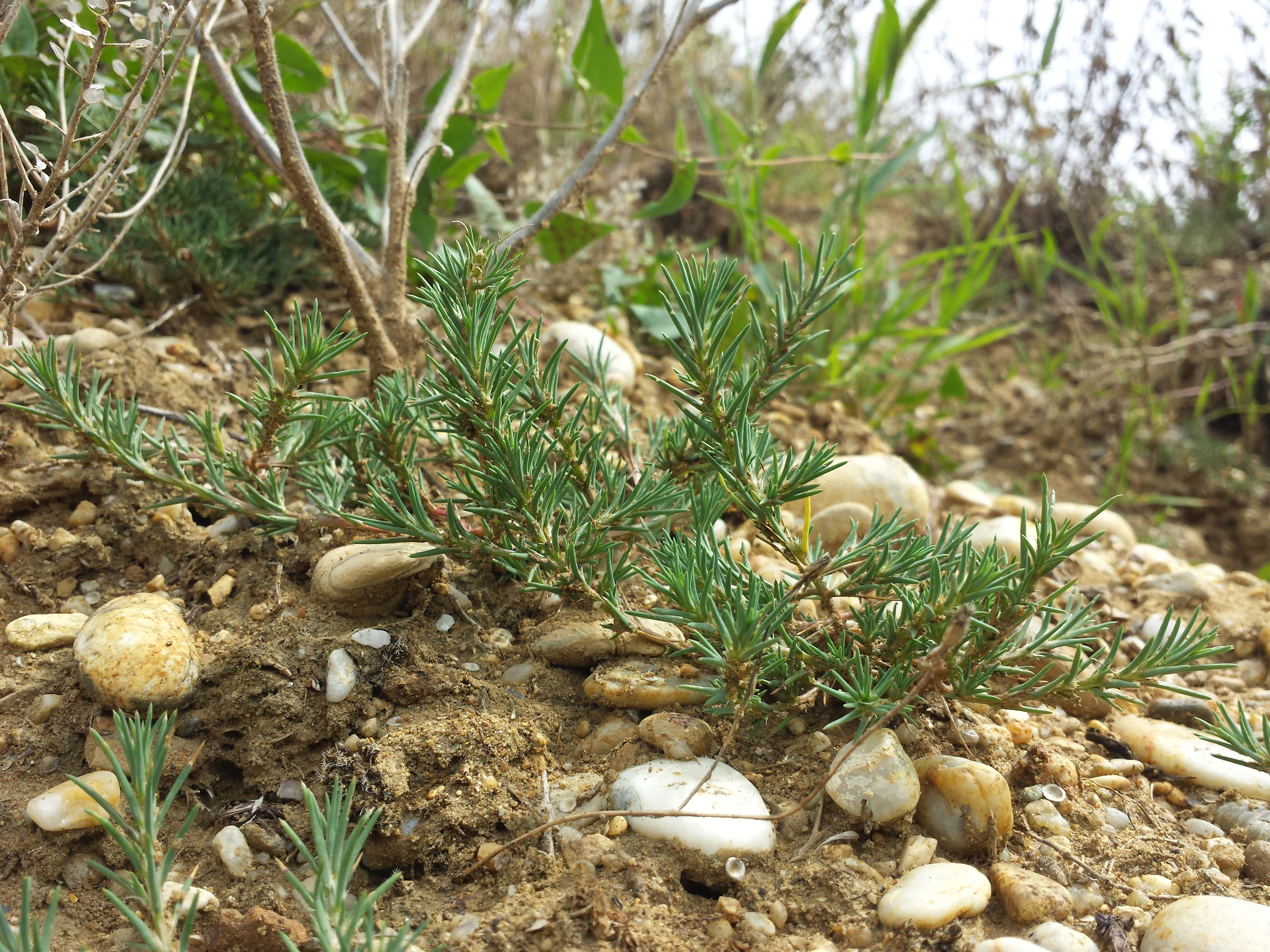
Plant
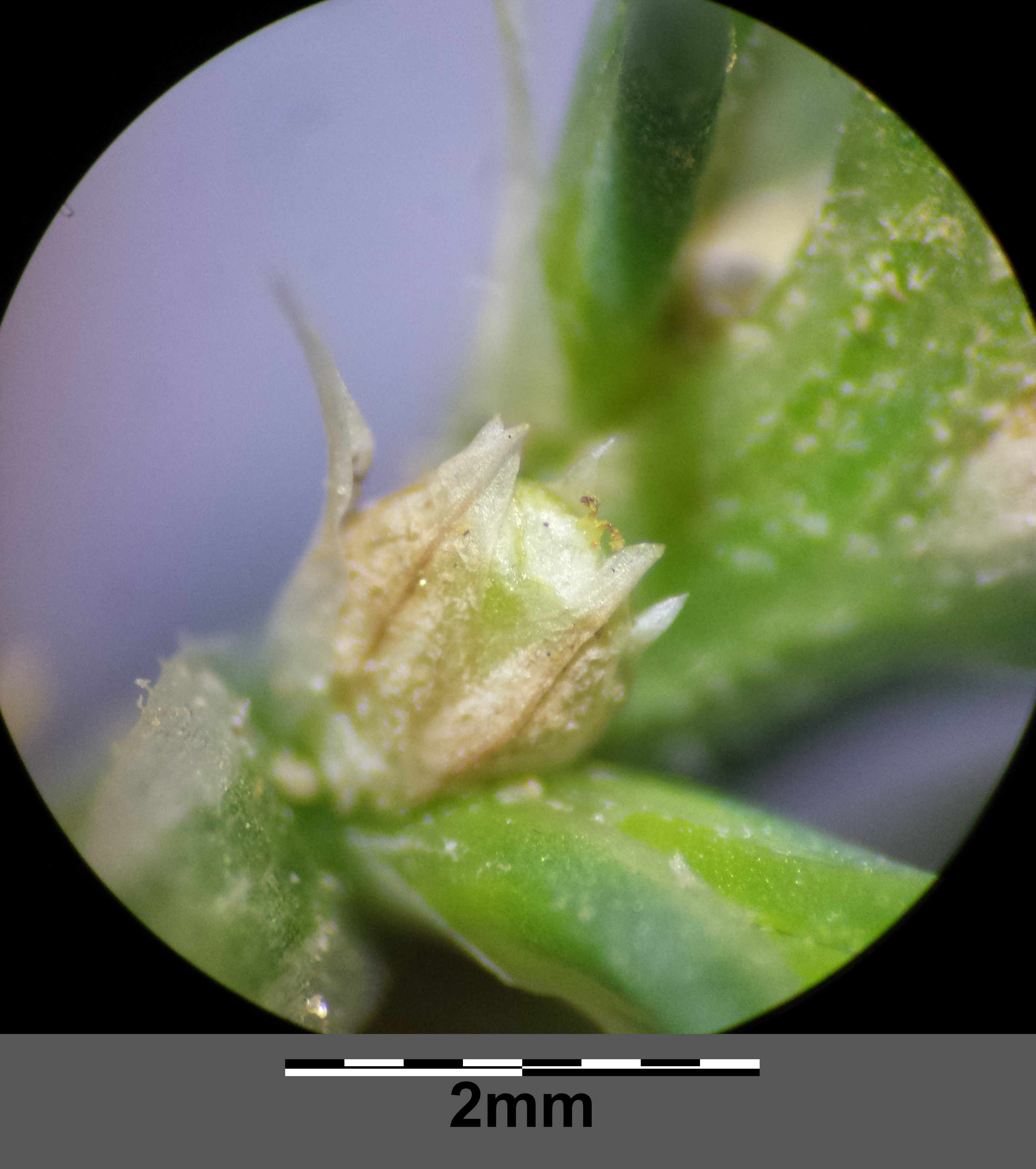
Bloem
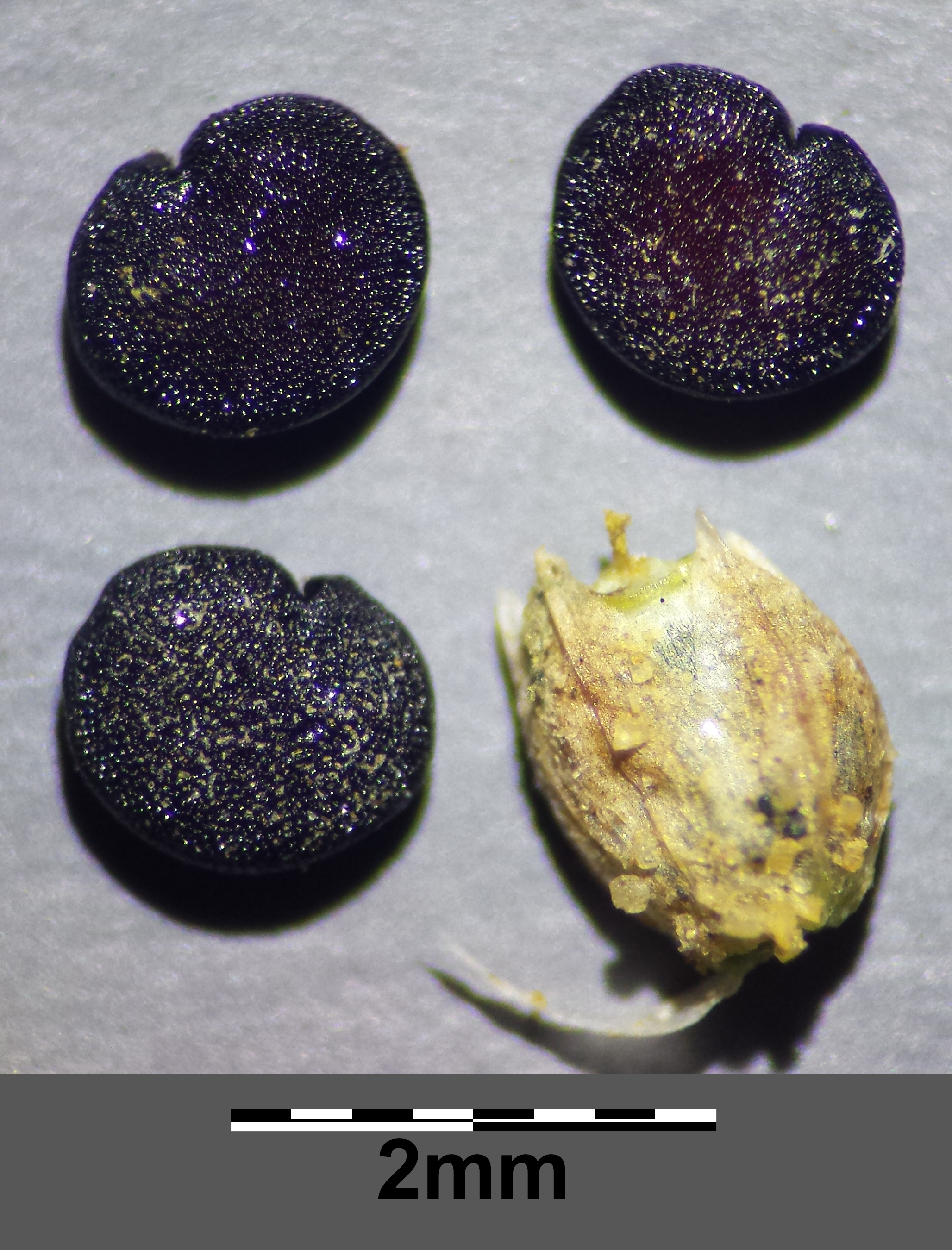
Vrucht en zaden

Knarkruid geeft de voorkeur aan op open, zonnige tot beschaduwde, warme, droge tot iets vochtige, zwak basische tot kalkhoudende, stikstofarme tot matig stikstofrijke, zandige bodems en verdraagt geen zilte omstandigheden. De plant groeit in (graan)akkers en akkerranden en verder op allerlei ruderale plaatsen.